# 卡明岩遊䲁
卡明岩遊䲁（學名：Enneanectes carminalis），為輻鰭魚綱䲁形目三鰭䲁科岩遊䲁屬的一個種，分布於中太平洋東部墨西哥下加利福尼亞半島至巴拿馬海域，本魚頭部中等大小，身體細長，眼睛上方有短而寬的觸鬚，頸背上沒有觸鬚，上顎兩側沒有牙齒，頭頂和鰓蓋上緣有刺，體鱗粗糙，但肛門前方光滑，頭部無鱗片，側線2段，稍重疊，前部的鱗片有孔14-16枚，後部的鱗片有缺口16-19枚，體棕褐色，側面有5-6條相對較窄的深色條紋，包括尾根處的深黑色條紋，眼睛下方有棕色條紋，下胸鰭條基部有一個明顯的深褐色斑點或斑塊，胸鰭有狹窄的深色條紋，體長可達3公分，成魚棲息在海草生長的淺礁區，以藻類及小型無脊椎動物為食，雌魚產附著性卵在藻類築的巢，雄魚會守護卵，幼魚為浮游性，生活習性不明。